# Метава
Метава (словен. Metava) је насељено место у општини Марибор, Подравска регија, Словенија.

## Историја
До територијалне реорганизације у Словенији била је у саставу старе општине Марибор.

## Становништво
У попису становништва из 2011. године, Метава је имала 305 становника.
| Број становника према пописима | Број становника према пописима | Број становника према пописима |
| ------------------------------ | ------------------------------ | ------------------------------ |
| 1991                           | 2002                           | 2011                           |
| 282                            | 272                            | 305                            |

Напомена: Године 2017. извршена је мала размена територија између насеља Зимица (Дуплек), Метава и Трчова (Марибор).